# Enrico Palandri
Enrico Palandri (Firenze, 27 marzo 1896 – 30 luglio 1969) è stato un generale italiano, ex comandante in seconda della Guardia di Finanza.

## Biografia
Entrò nella Guardia di Finanza nel 1914; ottenuta la promozione a sottotenente nel 1916, prese parte alla prima guerra mondiale, ricevendo la medaglia di bronzo al valor militare.
Promosso capitano, comandò la compagnia di Dobbiaco, e venne insignito della medaglia d'argento al valor militare
Dopo la frequenza della Scuola di Guerra, venne destinato a far parte della commissione militare per l'organizzazione della Guardia di Confine Albanese e, in seguito, gli fu assegnato il comando della scuola sottufficiali.
Comandò poi il Battaglione E, impiegato nella Guerra d'Etiopia, e ricevette la croce al merito di guerra. Promosso tenente colonnello, gli venne assegnato il comando della Guardia di Finanza in Albania, dove venne nuovamente decorato con la medaglia di bronzo.
Promosso generale dopo la guerra, comandò la Legione di Cagliari, le zone di Venezia e Roma, oltre agli Istituti di formazione del Corpo.
Nel 1956 venne nominato Comandante in Seconda, incarico che mantenne fino al 1960.
È il nonno dello scrittore omonimo.